# Clupeïformes

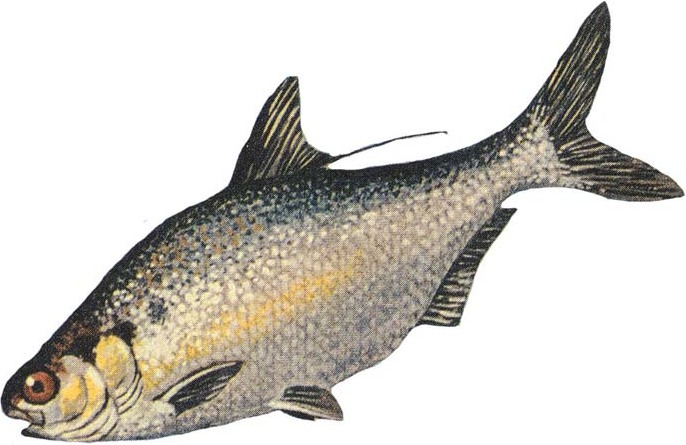
Alosa de pedrer americana (Dorosoma cepedianum)

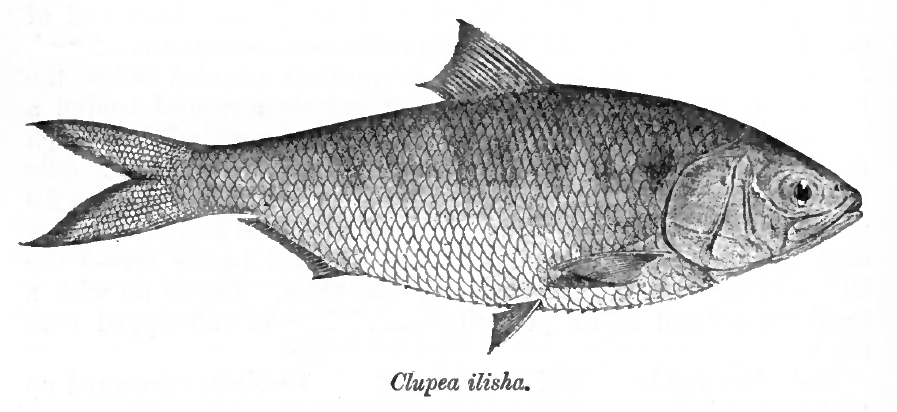
Tenualosa ilisha

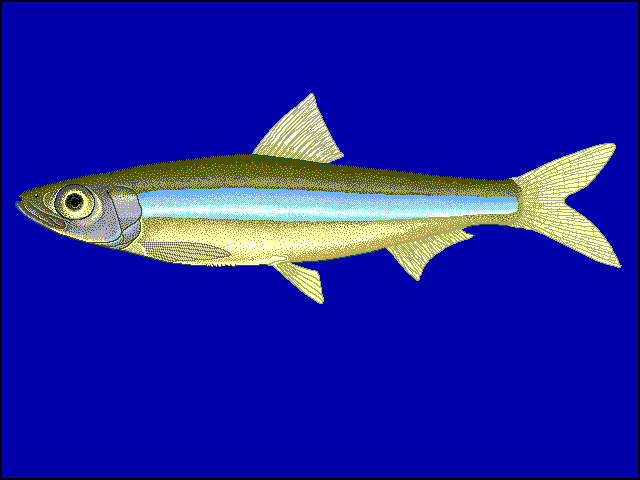
Limnothrissa miodon

Els clupeïformes (Clupeiformes) són un ordre de peixos osteïctis, el més primitiu i menys evolucionat d'aquest grup. És l'únic ordre del superordre dels clupeomorfs (Clupeomorpha).

## Morfologia
- Absència de radis espinosos a les aletes.
- Presència de les aletes ventrals per darrere de les pectorals.
- Gran desenvolupament de les dorsals, de vegades amb la presència d'una aleta adiposa.
- La caudal és homocerca i sovint forcada.
- Les vèrtebres són amficèliques i totes iguals (isospòndils).
- Les escames són relativament grosses i solen ésser cicloides, molt semblants a les dels ganoides en algunes formes fòssils.
- La bufeta natatòria, quan hi és, comunica amb l'esòfag (fisòstoms).
- Algunes espècies tenen vàlvula espiral.[2][3]

## Taxonomia
Inclouen més de 397 espècies agrupades en 68 gèneres i 6 famílies:
- Família Denticipitidae
- Família Engraulidae
- Família Pristigasteridae
- Família Chirocentridae
- Família Clupeidae
- Família Sundasalangidae[5][6][7]